# Paradeplatz (Königsberg)

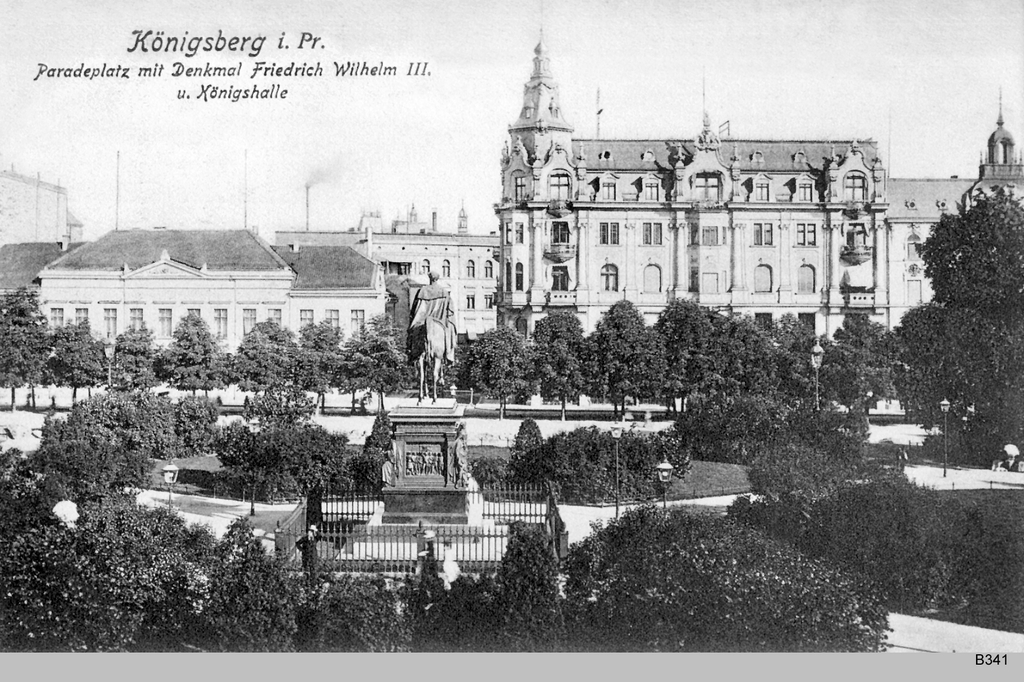
Königshalle, Gräfe und Unzer, Friedrich Wilhelm III.

Der Paradeplatz war ursprünglich der Königsgarten in der Königlichen Haupt- und Residenzstadt Königsberg. Unter den Grünanlagen vor der Albertus-Universität Königsberg entstand ab 1939 der Lasch-Bunker. Mit der Kapitulation von Otto Lasch am 9. April 1945 wurde dort der Untergang Königsbergs besiegelt.

## Geschichte
Hochmeister Friedrich von Sachsen ließ 1509 nördlich des Schlosses Grünland zäunen. Dies war der Anfang des herzoglichen Gartens. Er reichte bis zur Junkerstraße. An das Areal schloss sich der Hetzgarten bis zur Münzgasse an. In diesem Garten wurde anlässlich der Hochzeit des Kurprinzen Johann Sigismunds mit Anna von Preußen 1594 eine große Tafel gehalten. Die berühmte alte Linde fror allerdings schon im Winter 1708/09 aus. Der Soldatenkönig ließ einen Exerzierplatz mit Kirche daraus anlegen, der schließlich namensgebend wurde. So begann schließlich Schultheiß von Unfried 1731 anstelle des Exerzierhauses eine Kirche zu bauen. Allein bei dem morastigen Boden wurde die zum Bau bestimmte Summe größtenteils zum Fundament verwendet. Der Tod des Königs und die später eintretenden Umstände hinderten die Bewilligung neuer Summen. Friedrich der Große ließ den Bau, der schon auf Fensterhöhe gereift war, einstellen. In der Nähe lag der Hetzgarten, der anlässlich der Huldigungsfeierlichkeiten zu Ehren Friedrichs des Großen abgeschafft wurde, und die zu seiner Unterhaltung bestimmten 1000 Taler stattdessen den Armen angewiesen wurden. 1791 wurde an der Nordseite ein neues Exerzierhaus gebaut. 1808 fand auf dem Platz das letzte Spießrutenlaufen statt. Auf den Grundstein der nicht errichteten Garnisonskirche legte der Minister Freiherr von Schrötter 1806 den Grundstein für das Stadttheater. 1809 schenkte der König Friedrich Wilhelm III. den Platz der Stadt, mit der Auflage ihn niemals zu bebauen. 1844 legte Friedrich Wilhelm IV. den Grundstein für die Neue Universität anstelle des alten Exerzierhauses. Am 3. August 1851 wurde das Reiterstandbild König Friedrich Wilhelms III. enthüllt. 1885 kam das Kantdenkmal von Rauch hinzu. Der Platz wurde gartenmäßig gestaltet: Kastanien- und Lindenbäume rahmten den Platz ein. Am Geburtstag des Kaisers fanden auf den freien Flächen immer noch Paraden statt. Zur Weihnachtszeit gab es einen Weihnachtsmarkt mit Trödelbuden. 1920 wurde der Platz abermals neu gestaltet. In den 1930er-Jahren wurde die südliche Kastanienallee abgeholzt, um Platz für die Straßenbahn von Steindamm nach Tragheim zu schaffen. 1939 wurde der Lasch-Bunker auf dem Platz errichtet. Die Gebäude am Paradeplatz wurden bei den Luftangriffen auf Königsberg zerstört und später, mit Ausnahme der Albertina, abgetragen.

## Gaststätten
Am Paradeplatz/Ecke Tragheimer Kirchenstraße lag der Postelmannsche Bumskeller, der spätere Münchener Bock.